# Na Comerma de Sa Garita
Na Comerma de Sa Garita ist eine Megalithanlage in der Gemeinde Alaior auf der spanischen Baleareninsel Menorca. Sie befindet sich in unmittelbarer Nähe des Dolmens Ses Roques Llises und im weiteren Umfeld der talayotischen Siedlung Torre d’en Galmés.

## Beschreibung
Na Comerma de sa Garita ist ein für die menorquinische Prähistorie einzigartiges Bauwerk. Es besteht aus zwei deutlich differenzierten Teilen – einem Gebäude von einer unregelmäßigen Apsisform im Norden und einem angrenzenden halbkreisförmigen Hof nach Süden. Das Gebäude ist von einer doppelwandigen Mauer umgeben, die bis zu einer Höhe von 2 m erhalten ist. Im Inneren des Gebäudes befinden sich zehn polylithische Säulen, die aus bis zu sieben aufgeschichteten groben Steinblöcken bestehen. Ursprünglich gab es wohl 15 Säulen, die in drei von Ost nach West laufenden Reihen angeordnet waren. Sechs schwere Steine verbinden einige Säulen als Dachplatten. Im westlichen Teil des Gebäudes befindet sich nahe der Außenwand eine ca. 1,80 m hohe Taula.
An das Gebäude schließt sich südlich ein etwa 270 m² großer Hof an, der von einer Zyklopenmauer umgeben ist. Der ursprüngliche Eingang befindet sich nahe ihrem südlichsten Punkt. Er wird von seinem herabgefallenen Türsturz teilweise versperrt.
Über die Funktion der Anlage kann nur spekuliert werden, insbesondere deswegen, weil noch keine Grabung stattgefunden hat. Die Existenz einer Taula datiert das Gebäude in die posttalayotische Zeit zwischen 550 und 123 v. Chr. Damit scheidet eine Nutzung als Wohnhaus aus, denn die Wohngebäude dieser Zeit, die Cercles, waren alle gleich gebaut, ähneln Na Comerma de Sa Garita aber nicht. Die großzügige Gestaltung deutet eher auf ein öffentliches Gebäude hin, die Taula auf eine religiöse Funktion.

## Denkmalschutz
Na Comerma de Sa Garita wurde 1966 zum historischen Denkmal erklärt. Die heutige Registriernummer als Kulturgut (Bien de Interés Cultural) ist RI-55-0000669.

## Weltkulturerbe
Na Comerma de Sa Garita gehört zu den 24 archäologischen Stätten, die seit 2023 als „Talayotisches Menorca“ zum Weltkulturerbe zählen.

## Bildergalerie

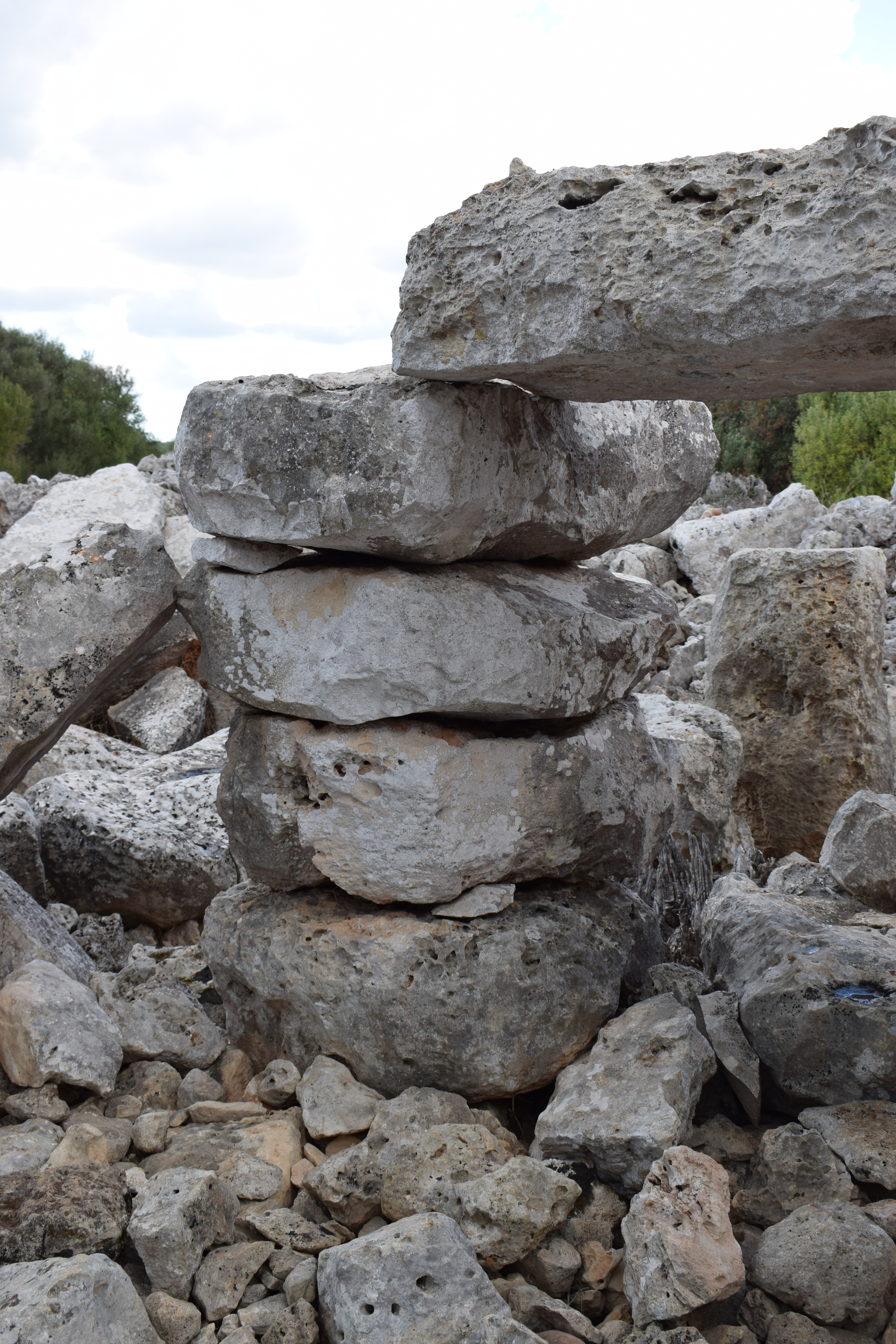
Polylithische Säule
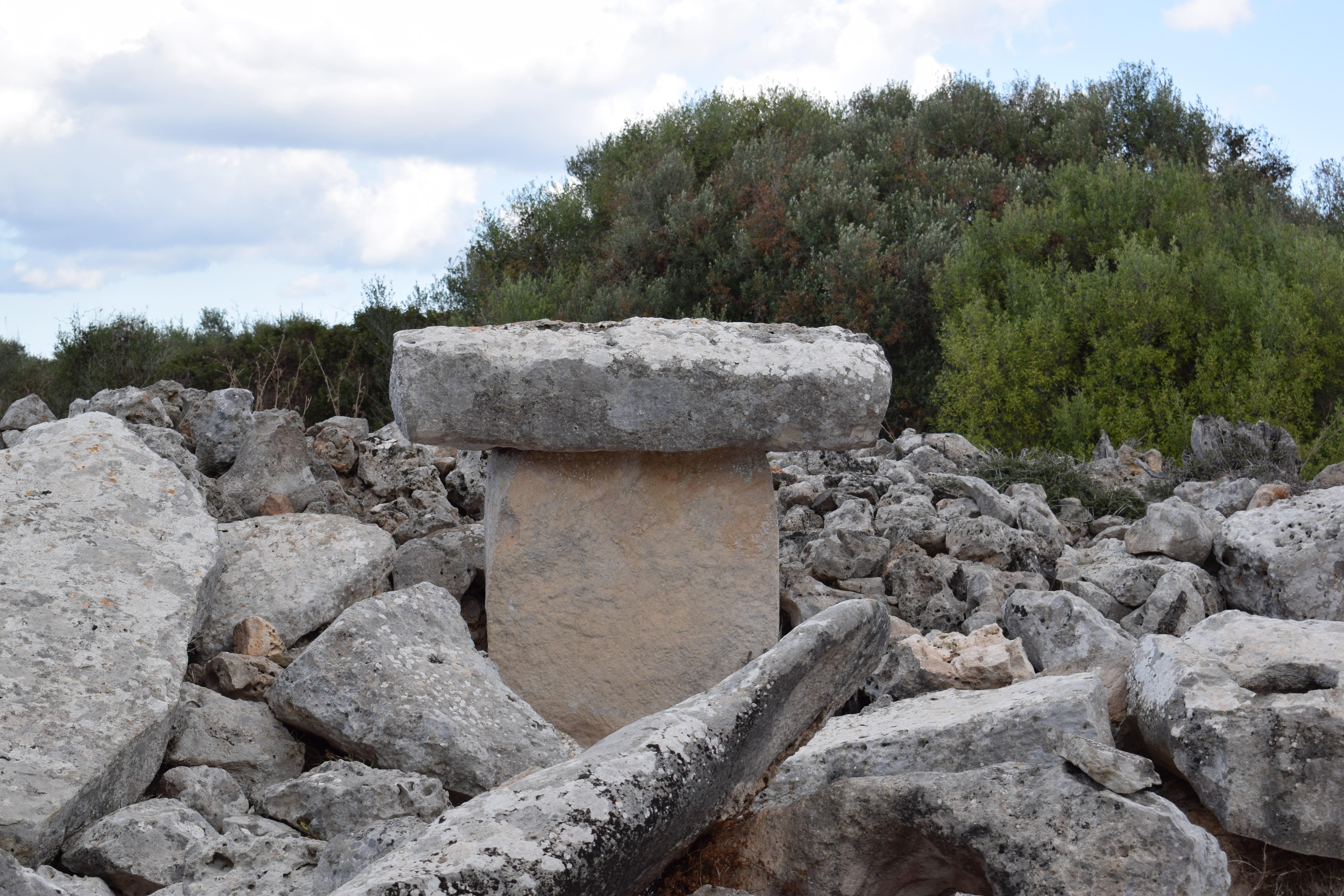
Die Taula
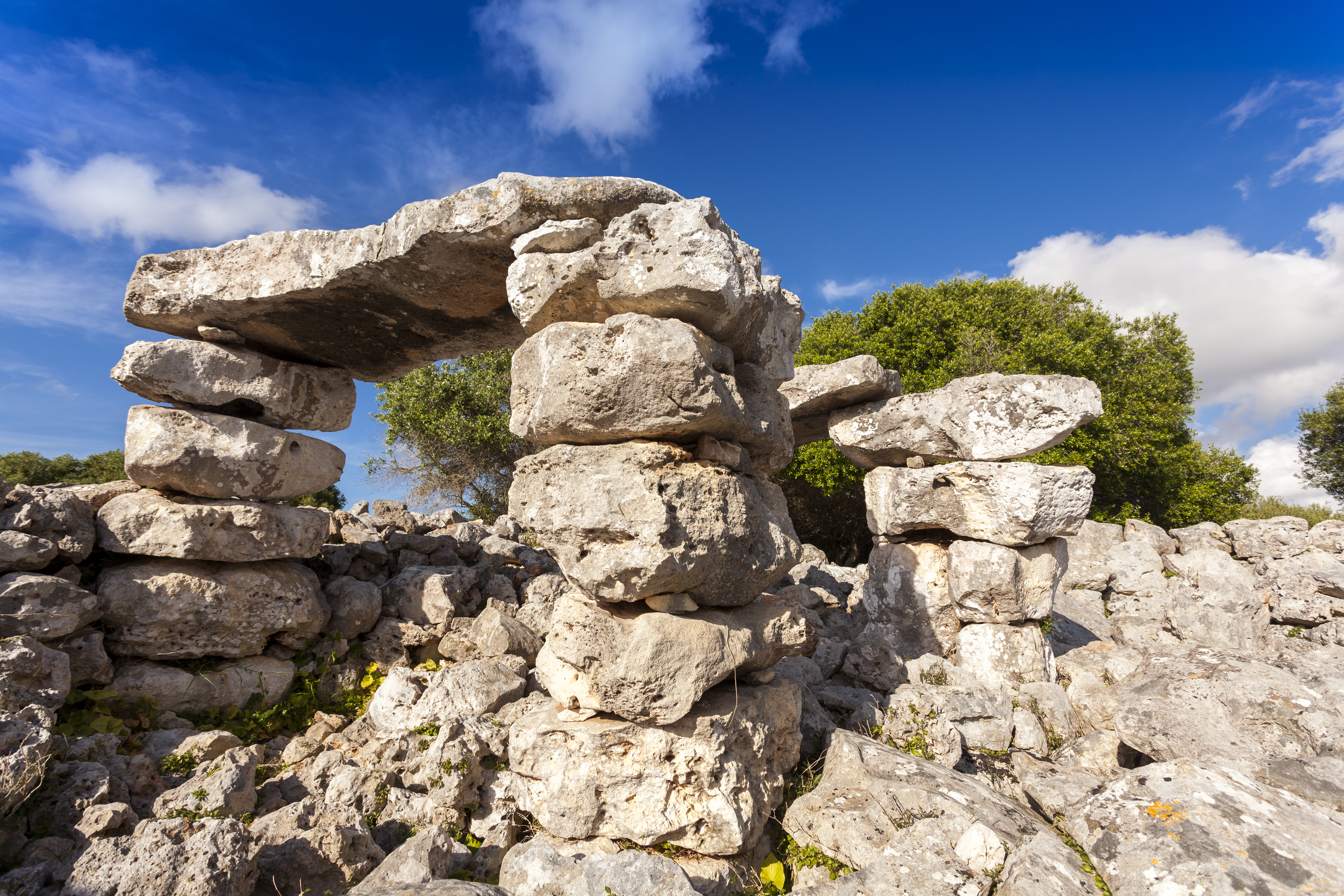
Säulen mit Decksteinen
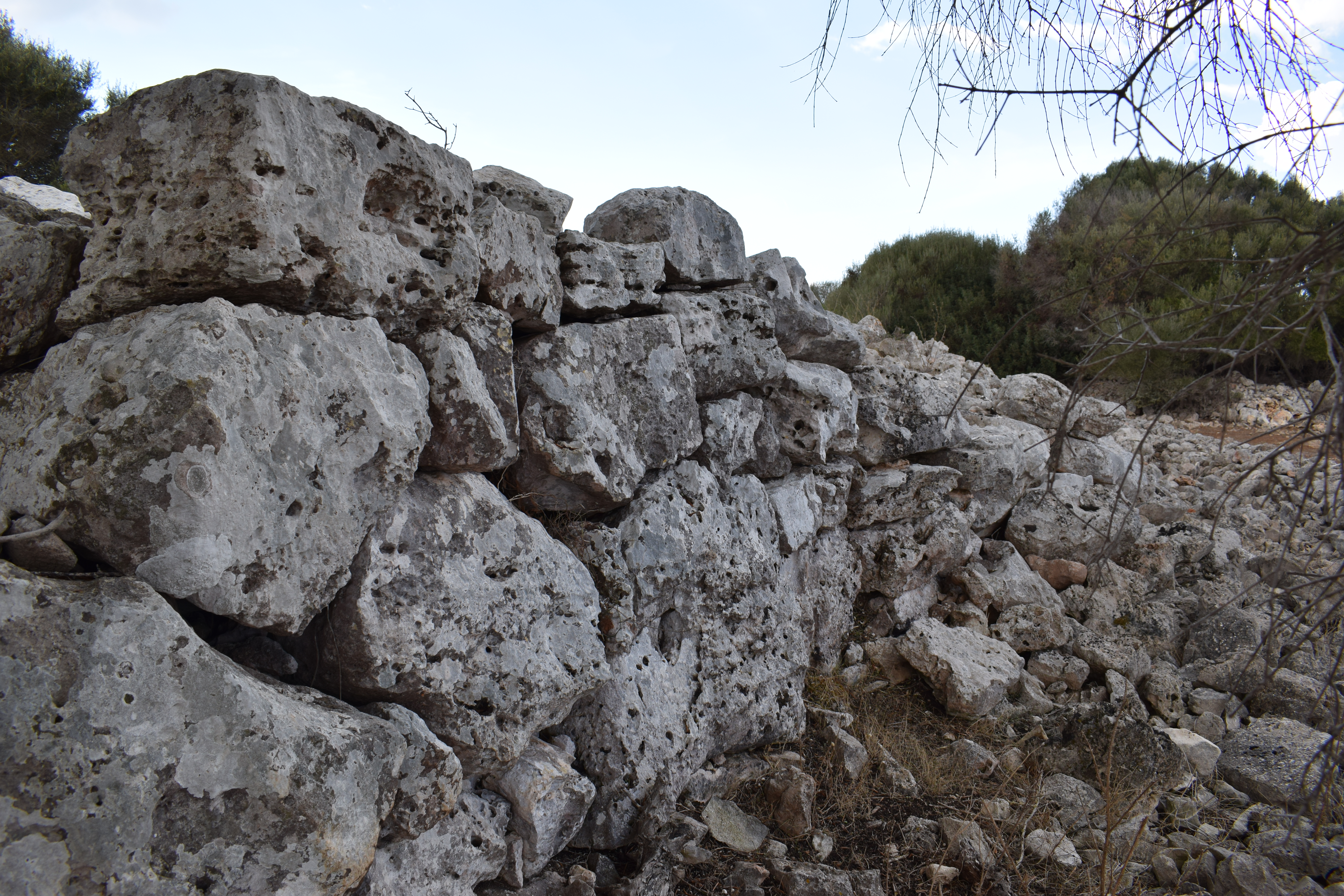
Mauer
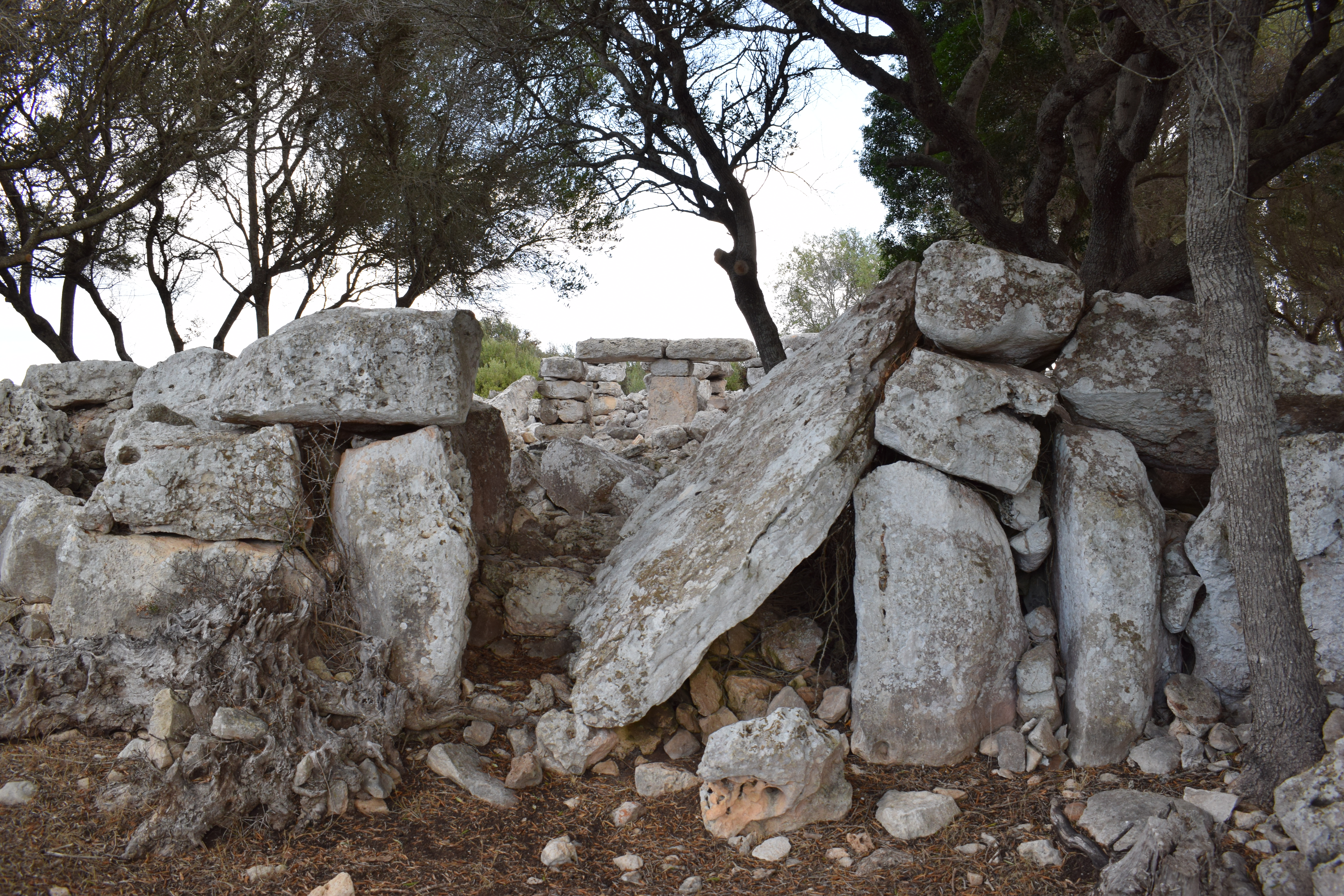
Blick durch den eingestürzten Zugang
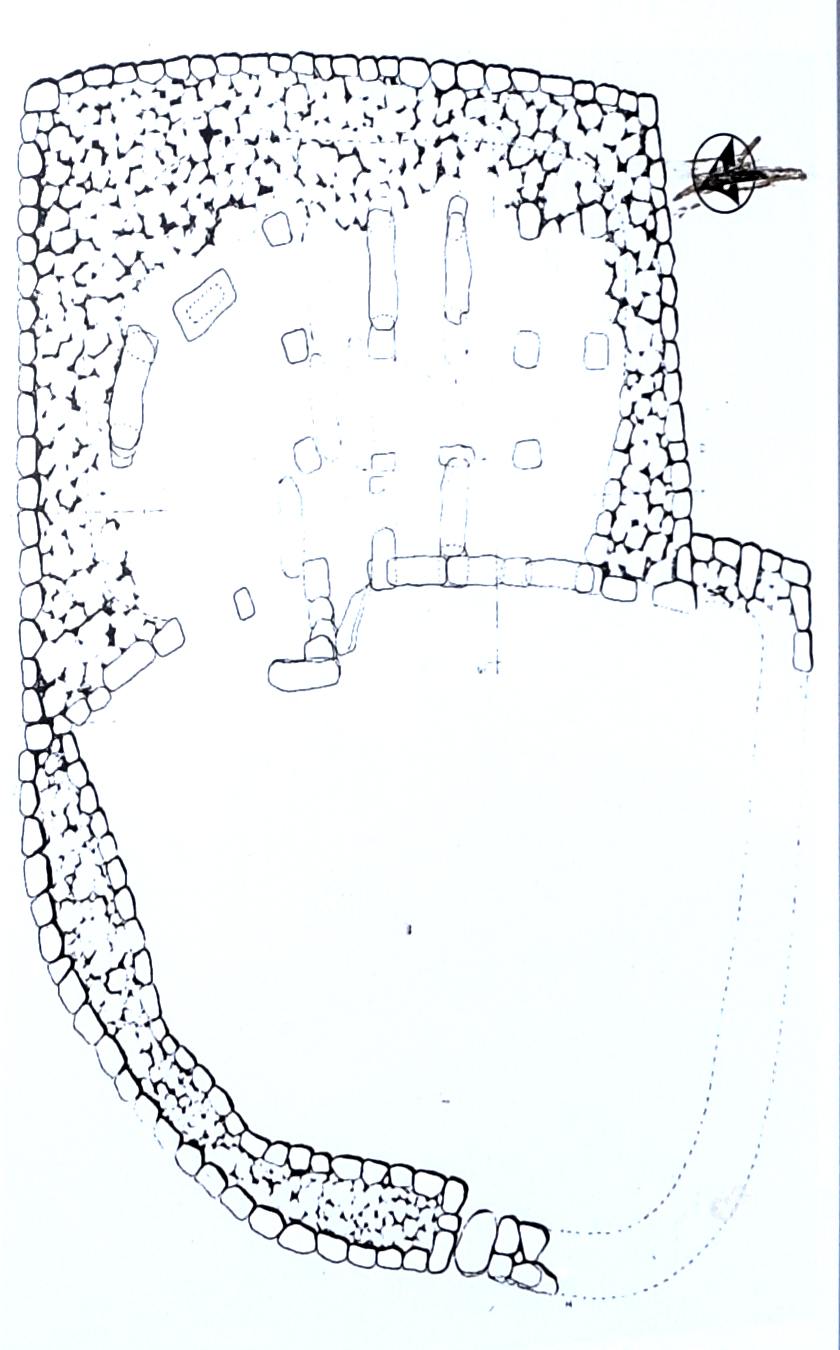
Grundriss